# 宋拉站
宋拉站，位于中华人民共和国内蒙古呼和浩特市土默特左旗，邮政编码010100，建于1989年，是京包铁路的一个车站。离北京站718公里，离包头站106公里。距上行车站察素齐站8公里，距下行车站陶思浩站9公里。该站隶属呼和浩特铁路局。不办理客货运业务，为五等车站，本站及相邻上下行区间均为电气化区段。